# Çayboğazı Çayı
La rivière de Çayboğazı (Çayboğazı Çayı) est un cours d'eau de Turquie coupé par le Barrage de Çayboğazı. Cette rivière se perd dans le lac endoréique d'Avlan (en voie d'assèchement) dans le district d'Elmalı. 